# 香蕉大屠殺
香蕉大屠殺（Matanza de las bananeras）是1928年12月5日至6日間，哥倫比亞聖瑪爾塔附近謝納加發生的聯合果品公司工人大屠殺。聯合果品公司工人罷工始於1928年11月12日，當時工人停止工作，因為聯合果品公司沒有與他們達成協議，給予他們有尊嚴的工作條件。由於沒有達成任何協議，罷工持續了數週，導致聯合果品公司遭受嚴重的經濟損失，最終導致大屠殺。
哥倫比亞美國官員和美國水果集團代表在傳送給美國國務卿的電報中將該罷工事件“顛覆性”描述為“共產主義”活動之後，美國政府威脅哥倫比亞政府如不採取行動保護聯合果品公司利益將派美國海軍陸戰隊入侵哥倫比亞。哥倫比亞政府為了與美國及英國進行香蕉貿易，被迫保護聯合果品公司的利益。
儘管小說《百年孤寂》描述這次大屠殺大約有三千人死亡，但米格爾·阿瓦迪亞·門德斯領導的保守派政府派遣哥倫比亞軍隊鎮壓工人，實際死亡人數仍是未知。